# Hrobka rodiny Hendrichovy a Švermovy
Hrobka rodiny Hendrichovy a Švermovy v Mnichově Hradišti se nachází na severozápadním okraji místního hřbitova při ohradní zdi. Je chráněna jako kulturní památka.
Byla postavena v neogotickém slohu v roce 1870, stavitelem byl ing. Jan Hendrich, v letech 1951–1952 provedla na hrobce úpravy firma Václava Pichla.

## Popis
Jde o drobnou stavbu na půdorysu kříže. Sestává ze střední obdélné části, ke které jsou po stranách přisazeny symetrické nižší přístavky. Jihovýchodní průčelí je prolomeno sedlovým portálem, nad nímž je velké okno.